# Измаил (железопътна гара)
Железопътна гара Измаил е крайна железопътна гара по линията Арциз – Измаил. Тя е разположена в покрайнините на град Измаил, Одеска област. Намира се на 22 км от гара Ташбунар.
На 3 октомври 1944 г. тръгва първият пътнически влак до Одеса. През юли 1947 г. е пуснат дизелов влак за пътници по линията Измаил – Белгород Днестровски.